# Eugenia procera
Eugenia procera là một loài thực vật có hoa trong Họ Đào kim nương. Loài này được (Sw.) Poir. mô tả khoa học đầu tiên năm 1811.